# Fiat Ritmo
A Fiat Ritmo egy kis kategóriás orrmotoros elsőkerék-hajtású személyautó, amelyet a FIAT autógyár gyártott. A modellt 1978 áprilisában a a Torinói Motorshow-n mutatták be, 3 és 5 ajtós valamint kabrió kivitelben.
Ebből a modellből 1 790 000 darabot gyártottak. [forrás?]

## A név eredete
A Ritmo név jelentése ritmus. Angol nyelvű piacokra az út jelentésű Strada fantázianévvel szállították. [forrás?]  Sajtóértesülések szerint (az addigi hagyományokat követve) a projekt kódnevét kapta volna meg a termék, és "Fiat 138" néven került volna forgalomba. A gyártó azonban a Ritmo fantázianév mellett döntött.

## Története
A Fiat Ritmo hatchback tervezését azzal a szándékkal kezdték meg, hogy felváltsák vele a Fiat 128-at, átvéve stíluselemeket a Fiat 127-ből.
1.1 ,1.3 és 1.5 literes 4 hengeres benzinmotorokkal szerelték, amelyeknek a teljesítménye és a fogyasztása is megfelelt az elvárásoknak.
Független felfüggesztésű futóművet kapott elöl tárcsa-, hátul dobfékekkel. Négy sebességű kézi (opcionálisan a CL verzióhoz 5 fokozatút is lehetett rendelni), vagy három fokozatú Volkswagen gyártmányú automata sebességváltóval látták el.
A modell 1988-ig két frissítésen esett át.
1979-től a spanyol SEAT is gyártotta.

## Képgaléria

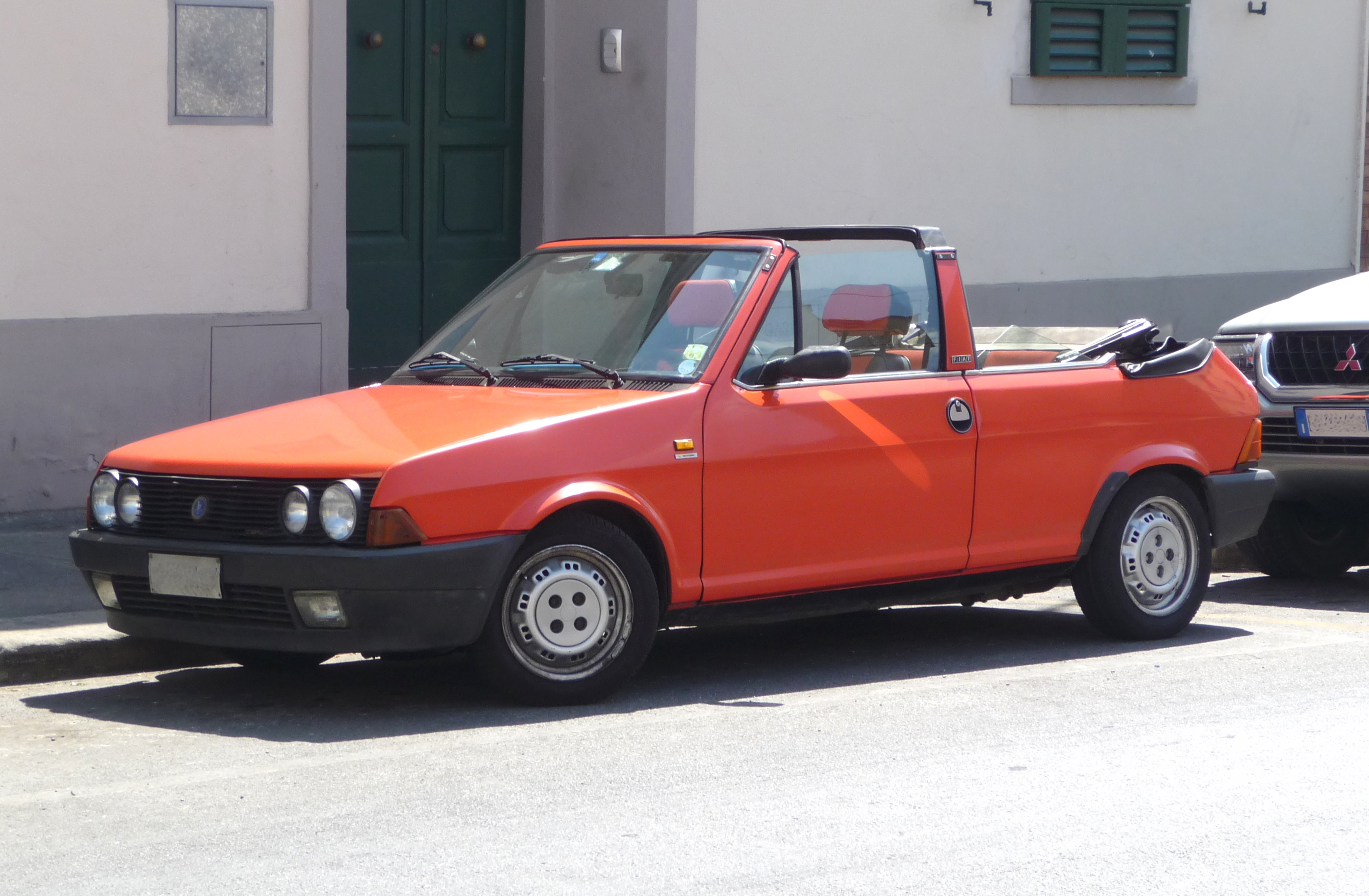
Fiat Ritmo Cabirolet, Bertone karosszériával
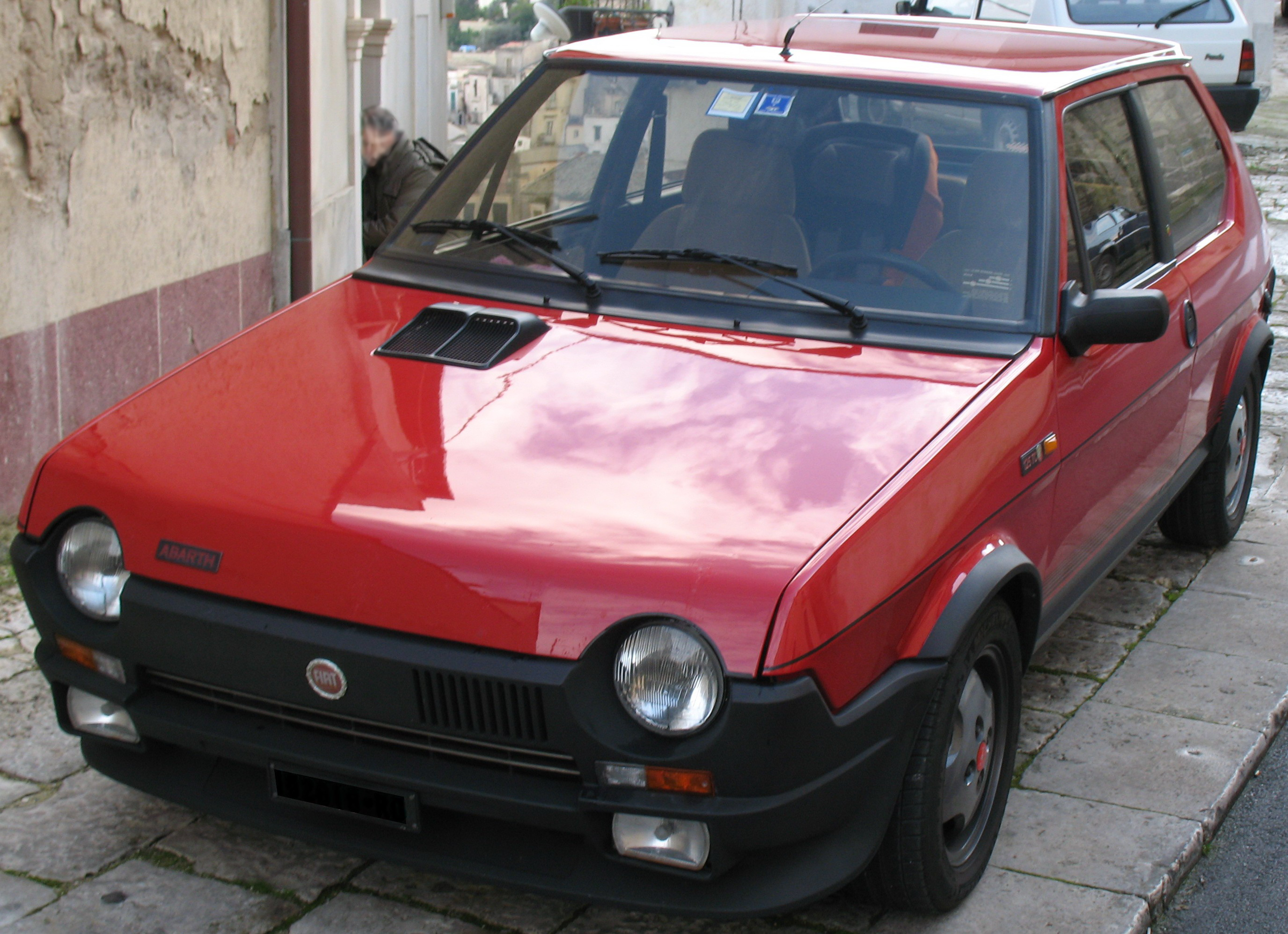
1978-as Ritmo
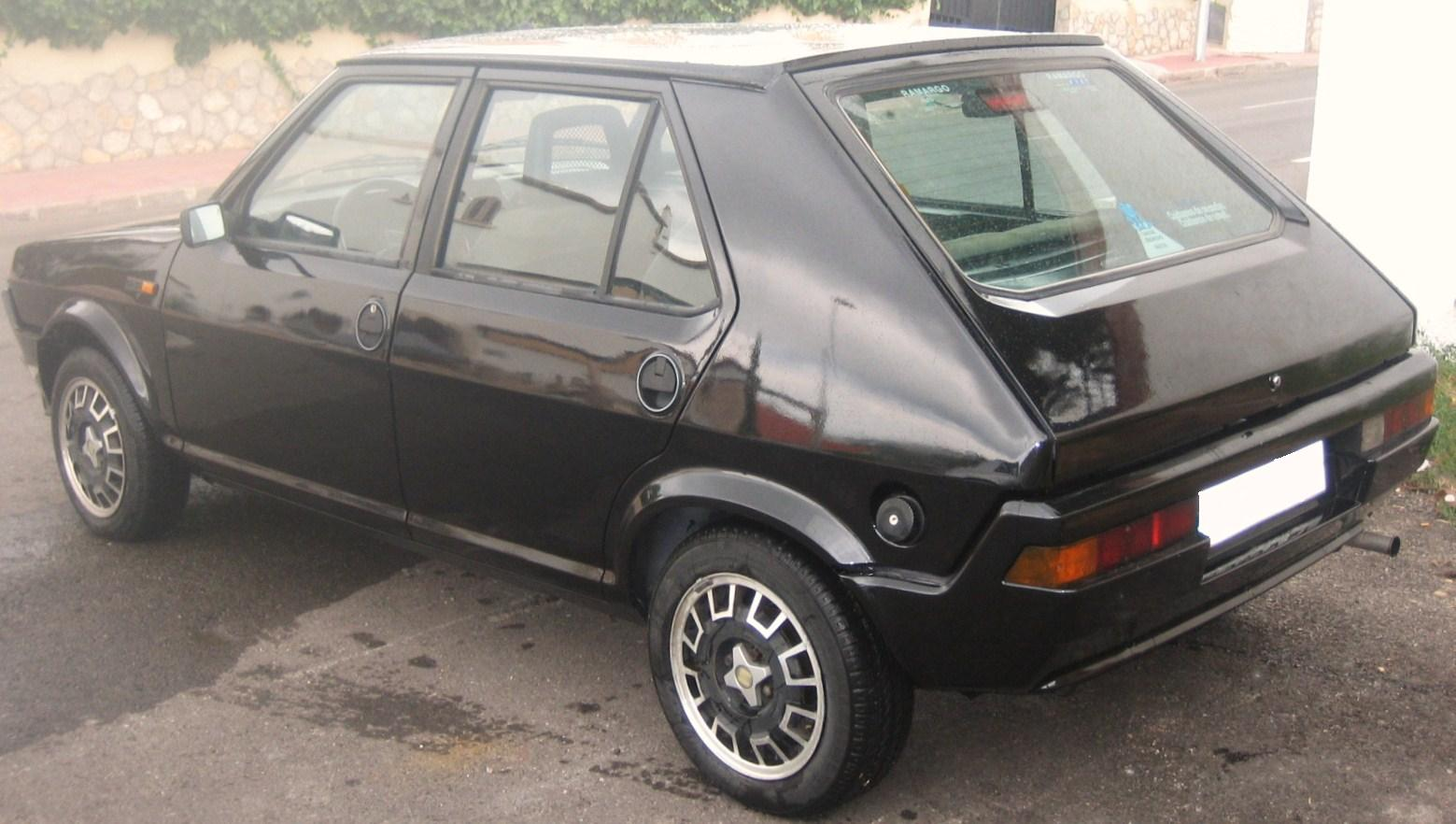
Seat Ritmo 100 TC Crono, hátulnézetből

## Fordítás
- Ez a szócikk részben vagy egészben  a   Fiat Ritmo című angol Wikipédia-szócikk fordításán alapul.  Az eredeti cikk szerkesztőit annak laptörténete sorolja fel. Ez a jelzés csupán a megfogalmazás eredetét és a szerzői jogokat jelzi, nem szolgál a cikkben szereplő információk forrásmegjelöléseként.